# Artacie haemoptera
Artacie haemoptera är en insektsart som först beskrevs av Perty 1833.  Artacie haemoptera ingår i släktet Artacie och familjen lyktstritar. Inga underarter finns listade i Catalogue of Life.